# Сочинский маяк
Со́чинский мая́к — маяк, расположенный на берегу Чёрного моря, в городе Сочи, Краснодарский край, Россия.

## Предыстория
После окончания Кавказской войны и полного утверждения России на Черноморском побережье Кавказа на территории будущего города Сочи было создано военное поселение — пост Даховский[ударение?]. Через некоторое время это поселение изменило свой статус на гражданское и стало называться посад Даховский[ударение?]. Из-за отсутствия в данной местности каких либо путей сообщения по суше (железных и шоссейных дорог), сообщение с посадом осуществлялось только морским транспортом. Регулярное сообщение производилось такими судоходными компаниями как Русское общество пароходства и торговли (сокр. РОПиТ) и Российским обществом транспортирования кладей. До появления маяка, работники РОПиТ во время подхода парохода ночью, в качестве ориентира, недалеко от своего агентства зажигали фонарь белого цвета, установленный на козлах, при невозможности подхода к пристани огни меняли на красные фальшфейеры.

## История
Идея строительства стационарного маяка возникла в 1870-е годы. Рассматривались разные предложения. Например, организатор строительства церкви Михаила Архангела А. В. Верещагин предложил идею размещения маяка в колокольне строящегося храма. Данная идея имела своих сторонников и даже обсуждалась в Главном управлении Черноморского флота и портов, но после более детального изучения местности командиром Черноморского флота и портов Н. А. Аркасом была отвергнута.
Место для строительства маяка было выбрано инженер-капитаном Н. П. Розановым и капитаном флотских штурманов Мордвиновым. Критерием выбора места послужило наличие большого галечного пляжа перед склоном, который по мнению Розанова должен был благоприятно сказаться на дальнейшей устойчивости конструкции маяка, так как галечный пляж хорошо останавливает волны и не дает разрушаться склону. Розановым были проведены изыскания грунта и подготовлен проект. Согласно плану, маяк должен был располагаться позади ранее существовавших здесь земляных укреплений Навагинского форта. 5 апреля 1890 года Морским строительным комитетом за подписью его председателя Н. Л. Эйлера проект Сочинского маяка был утвержден.
Смета строительства маяка составила 55 105 рублей. 26 июля 1890 года состоялись торги, на основании которых должен был определиться подрядчик строительства, но из-за неявки участников, торги были признаны несостоявшимися. Морским министерством, после неудачно проведенных торгов,  строительство маяка было поручено инженер-капитану К. И. Леопольду. Строительство маяка начато 20 сентября 1890 года. 12 января 1891 года Главное гидрографическое управление Российской империи обратилось к  военно-морскому агенту России во Франции Н. А. Римскому-Корсакову с просьбой заказать, изготовить и доставать маячный аппарат для Сочинского маяка со всеми принадлежностями у французской фирмы «M. M. Sautter, Harle & Cie». Цена покупки составила 25 400 франков. При изготовлении оптического устройства маяка была применена сложная составная линза, что считалось нетипичным для маяков того времени. Изобретателем данной линзы являлся член Парижской академии наук О. Ж. Френель.15 ноября 1891 года маяк был введен в эксплуатацию. Вот как описывалось это событие в статье журнала «Всемирная иллюстрация»
```
На Кавказском берегу, в посаде Даховском (Сочи), выстроен маяк, Сочинский, который откроет регулярное освещение с 15 ноября. Маяк освещает все видимое пространство моря. Огонь маяка постоянно белый. Высота огня над уровнем моря 117 футов, математический горизонт 12,5 мили. Маячная башня каменная белого цвета и построена вместе с жилым одноэтажным домом. На вершине башни помещается маячный фонарь с балконом и сеткой, а в нем установлен аппарат третьего разряда френелевской системы. Можно приставать к песчаному побережью под маяком в тихую погоду.
[
4
]
```

## Архитектурная композиция
Здание маяка прямоугольное, одноэтажное с восьмигранной башней, построенное в стиле эклектики конца XIX века. Архитектурные элементы здания представлены: массивными карнизами, рустованными лопатками углов здания, лучковыми перемычками дверных проемов, наличниками с замковыми камнями. Над входом в маячную башню располагается люкарна в виде Розы ветров.Так же на территории маяка имеется здание склада горючего, квадратного объема, выполненное в одном архитектурном стиле со зданием маяка. На фронтоне здания маяка закреплена узорчатая металлическая табличка с датой основания маяка. Эта табличка имеет винтовочное пулевое отверстие времен Гражданской войны. 